# Ali Suljic
Ali Suljic, född 18 september 1997 i Motala, är en svensk fotbollsspelare som spelar för Östersunds FK i Superettan. Suljic har bosniska rötter.

## Klubbkarriär
Suljic inledde karriären hos Motala AIF och fick hösten 2012 chansen i klubbens seniorlag i division 2. I januari 2013 skrev han sedan på ett fyraårskontrakt med engelska Chelsea och flyttade till klubben under den efterföljande sommaren. Förutom Chelsea var även Manchester City, Liverpool och Arsenal intresserade av försvararen.
I juli 2018 värvades Suljic av BK Häcken. I januari 2019 skrev han på för IF Brommapojkarna. Suljic gjorde sin Superettan-debut den 30 mars 2019 i en 2–1-förlust mot Västerås SK. Den 20 augusti 2021 värvades Suljic av Helsingborgs IF, där han skrev på ett treårskontrakt med start den 1 januari 2022.
Den 27 mars 2023 värvades Suljic av AFC Eskilstuna, där han skrev på ett tvåårskontrakt. I december 2023 värvades Suljic av Östersunds FK, där han skrev på ett treårskontrakt.

## Landslagskarriär
Ali Suljic var en del av det svenska P96-landslag som gick till semifinal i U17-EM 2013 och sedan tog brons i U17-VM 2013. I EM-turneringen medverkade Suljic i samtliga matcher medan han i VM-turneringen fick speltid i fyra av Sveriges totalt sju matcher.